# Pesymizm
Pesymizm (fr. pessimisme, łac. pessimus – najgorszy) – postawa wyrażająca się w skłonności do dostrzegania tylko ujemnych stron życia, negatywnej oceny rzeczywistości oraz przyszłości. Przeciwieństwem pesymizmu jest optymizm.
Jako filozoficzna postawa wobec świata pesymizm pojawia się w szkole cyrenejskiej w V w. p.n.e. jako przeciwieństwo hedonizmu. Pesymizm to także pogląd filozoficzny, który charakteryzuje brak wiary w przyszłość, w postęp społeczny, w celowość życia i jego wartości.

## Pesymizm psychologiczny
Pesymizm psychologiczny to nastrój lub emocjonalna skłonność do dopatrywania się wszędzie przejawów lub zapowiedzi zła, z którymi wiąże się stosunek do świata nacechowany lękiem i poczuciem bezsilności.

## Pesymizm historiozoficzny
Pesymizm historiozoficzny opiera się na dwóch twierdzeniach:
- rzeczywistość kulturowa lub wszelka rzeczywistość jest ze swej strony historycznie zmienna
- kierunek jej zmian jest z góry i jednoznacznie określony, polega mianowicie na przechodzeniu od stanu lepszego do gorszego

## Pesymizm metafizyczny
Pesymizm metafizyczny polega na dostrzeganiu w złu jedynej, bądź najważniejszej zasady świata widzialnego. Zło pełni funkcję arché: jest czymś absolutnie pierwszym, rządzi światem, a wszelka wiedza opiera się na wskazaniu, leżącego u podstaw całej rzeczywistości zła.